# مراسم‌های محلی سیستان
سیستان به واسطه بلندای تاریخ فرهنگی اش دارای آداب و رسوم ویژه خود بوده و غالب این مراسم هم اینک نیز در این خطه تاریخی از شرق ایران زمین در جریان می‌باشد.

## مراسم ازدواج در سیستان
مردم سیستان بر روی طوایف خود ابرام و احترام ویژه‌ای دارند؛ غالباً ازدواج‌های درون طایفه‌ای را پسندیده و از این رو به ازدواج با بستگان خود بیشتر بهاء می‌دهند؛ به عقیده کارشناسان مرکز مردم‌شناسی نیمروزاینگونه‌است که ناف برید کردن پسر عمو و دختر در سیستان امری شایع قلمداد می‌شده‌است.
به مراسم خواستگاری در سیستان قاصدی گفته می‌شود.
همچنین به شب پیش از زفاف عروس و داماد یا همان حنابندان، شب سرشوئی گفته می‌شود. مراسم حنابندان در سیستان با بحث و بیت مشهوری با نام در وا کنه، در وا کنه (در باز کنید، در باز کنید) انجام می‌شود. بخش‌های ویژه دیگری در مراسم عروسی به سبک سیستان وجود دارد با نام‌های رو اوء (به سوی نهر رفتن برای استحمام داماد)؛ سر تراشک (مراسم اصلاح موی داماد)؛ گرابرد (مراسم همراهی عروسی).

## جشن سیزده‌بدر
در سیستان در این روز به نیایشگاه بسیار کهن و پر رمز و راز خواجه غلطان بر قله کوه خواجه و در کناره دریاچه هامون می‌روند. در این مکان به مراسم بریان کردن گندم تحت عنوان پیر گندم بریان می‌پردازند،

## رمضونیکه
به گفته کارشناسان مرکز مطالعات مردم‌شناسی نیمروزبه ماه رمضان در سیستان ماه روزه گفته می‌شود (ma roza). در رمضونیکه (remazonika) در هنگامان افطار، کودکان به در خانه‌ها رفته و طلب طعام و خوراکی می‌کنند (مشابه بخشی از مراسم هالوین در غرب). به لطف تلاش‌های بنیادنیمروز و بزرگان ومعتمدین سیستانی وبخصوص امنای حسینیه سیستانی‌های گلستان این رسم در حال حاضر نیز در بسیاری از روستاها در حال انجام است.

## مراسم حشر کردن
مراسم حشر کردن به مشارکت گروهی مردان سیستان برای لایروبی بستر دریاچه هامون گفته می‌شود که خود بزرگ‌ترین تبلور همبستگی و اشتراک مساعی در این خطه می‌باشد.
شال مردم داری:در این مراسم به گفته محققان مرکز مطالعات مردم‌شناسی نیمروز وابسته به بنیادنیمروز، برای حل و فصل مشکلات و منازعات تعدادی از ریش سفیدان و بزرگان طوایف که در اصطلاح محلی به آن‌ها شکسته بند می‌گویند به صورت عادلانه حکمیت نموده و نمی‌گذارند مشکل حادتر شود و حتی به دادگاه و کلانتری برسد و به عقیده کارشناسان فرهنگ عامه سیستانیها در بنیادنیمروز این یکی از بزرگ‌ترین کارکردها ی ریش سفیدی و معتمدین در بین سیستانی‌هاست و تلاش می‌کنند این رسم را برای آیندگان حفظ کنند

## مراسم جشن گندم
به مانند مراسم شکرگزاری در غرب، در سیستان در فصل برداشت گندم به رقص و پایکوبی پرداخته می‌شود.

## بحث و بیت
بحث و بیت به مشاعره بانوان سیستانی در شب هنگامان به همراه پایکوبی و دایره زدن گفته می‌شود.